# Acrocera bicolor
Acrocera bicolor är en tvåvingeart som beskrevs av Macquart 1846. Acrocera bicolor ingår i släktet Acrocera och familjen kulflugor. Inga underarter finns listade i Catalogue of Life.